# Маттьє Еполо
Маттьє Люка Еполо (фр. Matthieu Luka Epolo; нар. 15 січня 2005) — бельгійський футболіст, воротар клубу «Стандард».

## Клубна кар'єра
Виступав за юнацькі команди «Веммел» і «Брюссель», після чого 2013 року перейшов до системи «Андерлехта». У червні 2019 року приєднався до академії «Стандарда». 26 серпня 2022 року дебютував за фарм-клуб «СЛ16» в матчі Челленджер Про-ліги проти «Дендера».
25 січня 2023 року продовжив контракт з клубом до літа 2025 року з опцією продовження ще на два сезони. 27 квітня 2024 року дебютував в основному складі «Стандарда» в матчі Про-ліги проти «Сінт-Трейдена».
В сезоні 2024–25 провів 6 «сухих» матчів за «Стандард» у восьми перших матчах чемпіонату, ставши за цим показником найкращим у топ-20 ліг Європи.

## Кар'єра в збірній
Виступав за збірні Бельгії до 17, до 18 і до 19 років. В травні 2022 року потрапив в заявку збірної до 17 років на юнацький чемпіонат Європи в Ізраїлі. На турнірі провів усі три матчі, а його команда не вийшла з групи.
В березні 2025 року дебютував за збірну до 21 року в товариському матчі проти збірної Швеції.

## Особисте життя
Народився у Бельгії та має конголезьке походження.

## Статистика виступів
Станом на 10 серпня 2025
| Клуб              | Сезон             | Чемпіонат           | Чемпіонат | Чемпіонат | Кубок | Кубок | Єврокубки | Єврокубки | Інші  | Інші | Всього | Всього |
| Клуб              | Сезон             | Дивізіон            | Матчі     | Голи      | Матчі | Голи  | Матчі     | Голи      | Матчі | Голи | Матчі  | Голи   |
| ----------------- | ----------------- | ------------------- | --------- | --------- | ----- | ----- | --------- | --------- | ----- | ---- | ------ | ------ |
| СЛ16              | 2022–23           | Челленджер Про-ліга | 15        | –31       | —     | —     | —         | —         | —     | —    | 15     | –31    |
| СЛ16              | 2023–24           | Челленджер Про-ліга | 25        | –47       | —     | —     | —         | —         | —     | —    | 25     | –47    |
| СЛ16              | Всього            | Всього              | 40        | –78       | 0     | 0     | 0         | 0         | 0     | 0    | 40     | –78    |
| Стандард          | 2023–24           | Про-ліга            | 4         | −11       | 0     | 0     | —         | —         | —     | —    | 4      | −11    |
| Стандард          | 2024–25           | Про-ліга            | 26        | −25       | 2     | −4    | —         | —         | —     | —    | 28     | −29    |
| Стандард          | 2025–26           | Про-ліга            | 3         | −3        | 0     | 0     | —         | —         | —     | —    | 3      | −3     |
| Стандард          | Всього            | Всього              | 34        | –40       | 2     | −4    | 0         | 0         | 0     | 0    | 36     | –44    |
| Всього за кар'єру | Всього за кар'єру | Всього за кар'єру   | 74        | −118      | 2     | −4    | 0         | 0         | 0     | 0    | 76     | −122   |